# Finlay Roberts
Finlay "Fin" Roberts (apellido de soltera: Roberts), es un personaje ficticio de la serie de televisión australiana Home and Away interpretada por la actriz Tina Thomsen del 18 de septiembre de 1991 hasta el 20 de mayo de 1994. Tina regresó brevemente a la serie en 1996 y 1997 siendo su última aparición el 4 de marzo.

## Biografía
Finlay aparece en la bahía por primera vez como una joven que se había escapado de casay se había escondido en el barco de Nick Parrish y Lucinda Croft, cuando ambos la descubren asustada Fin corre y se esconde en el Caravan Park donde es encontrada por Sophie Simpson quien la ayuda a esconderse ahí.
Cuando los tutores de Sophie, Michael Ross y Pippa King-Ross descubren a Fin la convencen de quedarse con ellos, pronto Finlay encuentra un trabajo en el Dinner y Bobby Simpson la convence de regresar a la escuela. Sin embargo la nueva directora Lois Crawford quien está tratando de convertir a la escuela en una de mayor calidad no quiere que Finlay asista a ella, sin embargo Donald Fisher quien no había obtenido el puesto de director el cual se le había dado a Lois decide defender a Fin. Cuando Finlay se golpea accidentalmente con una puerta de armario esto le causa unos moretones y cuando le preguntan que le pasó Fin comienza a decir que Lois la golpeó, sin embargo aunque la verdad es descubierta Lois es despedida de su puesto y Donald es promovido a director. Poco después Fin presenta por segunda vez su examen y finalmente pasa al siguiente año.
Cuando Donadl comienza a revisar los registros de Fin contrario a lo que había dicho descubre que su madre, Irene Roberts está viva y decide contactarla, pronto se descubre que Irene era una alcohólica violenta y Fin casi regresa a su hogar cuando Irene usa a su hermano Damian, sin embargo Damian le dice que mantenga su nueva vida y Fin le dice que él igual debería de alejarse de Irene. Cuando Fin descubre que Sophie está emparazada de su recién fallecido novio David Croft promete guardar el secreto hasta que ella esté lista para revelarlo, sin embargo cuando Sophie comienza a salir con Simon Fitzgerald, Fin traiciona su confianza y le dice a Simon acerca del embarazo lo que molesta a Sophie.
Poco después Finlay se hace amiga de Meg Bowman y cuando esta muere a causa de la leucemia se molesta. Pronto Fin comienza a salir con Randy Evans a quien Miachal no acepta. Cuando Randy le dice que salga con él y sus amigos por el fin de semana Michael se rehúsa a dejar que vaya pero le dice que quede pasar el día con ellos pero que si llega tarde no será bienvenida en la casa, sin embargo las cosas comienzan a ser un desastre cuando Randy se emborracha y permite que uno de sus amigos coquetee con ella, molesta por lo sucedido Fin se va pero no regresa con Michael y Pippa y decide mudarse con Bobby y su novio Greg Marshall, pronto Bobby y Randy la convencen de regresar a su casa donde Michael y Pippa le ofrecen oficialmente adoptarla, aunque al inicio Fin está entusiasmada por la idea pronto se siente culpable cuando recibe una carta de Damian diciéndole que había huido de su casa.
Cuando Damian llega Fin y Sophie lo esconden hasta que es encontrado por Miachel y Pippa quienes le ofrecen quedarse con ellos, pronto descubren que Damian huyó porque su madre lo golpeaba, cuando Irene aparece en la bahía para intentar llevarse a Damian este forcejea y accidentalmente Irene tropieza y se cae de las escaleras, cuando Irene recobra la conciencia amenaza a sus hijos Fin y Damian con acusarlos a la policía por asalto pero finalmente acepta que sus hijos no quieren irse con ella y que se queden con Pippa y Michael mientras ella se recupera. Cuando Finlay ve que la amistad de Damian con Shane Parrish solo le está ocasionando problemas se preocupa, al inicio Fin cree que su hermano está detrás de un robo en el quiosco del club de surf pero luego descubre que el verdadero responsable es Shane y que está chantajeando a Damian, por lo que Fin defiende a su hermano enfrente de Adam Cameron quien lo creía responsable.
Más tarde Finlay besa a su amigo Blake Dean y erróneamente asume que son pareja, cuando Blake se da cuenta no se atreve a decirle a Fin que no es verdad así que él y Adam organizan un plan en donde Finlay descubriría a Blake besándose con Andrea, sin embargo Fin descubre que todo fue planeado y decide vengarse de él y sabotea la alarma de Blake para que llegue tarde a su examen.
Poco después Fin comienza una relación con su compañero de clases Robert Davis y trata de conseguirle a su amiga ahora madre un nuevo novio por lo que le presenta a su amigo, Gary sin embargo Sophie le dice que no está lista para iniciar alguna relación. Fin tiene una crisis cuando descubre que Sophie y Ryan Lee accidentalmente tiraron sus notas de estudio, aunque al inicio intenta usar las notas de Blake para estudiar se da por vencida cuando no entiende nada de lo que dice. Cuando Robert se entera decide robar el examen y se las da a Fin, sin embargo el día del examen Fin tiene un ataque de conciencia y le confiesa a Nick la verdad, por lo que Fin tiene que repetir el año.
Más tarde Fin y Blake comienzan a tomar clases de buceo juntos lo cual ocasiona que se vuelvan a unir, aunque al inicio Fin no está segura de comprometerse en una relación con Blake esto se desvanece cuando Fin casi se ahoga luego de que quedara atrapada bajo el agua, después de ser rescatada Fin y Blake se besan y comienzan una relación.
Cuando Irene regresa a la bahía después de estar en rehabilitación para su problema con el alcohol sus hijos Fin y Damian al inicio están reacios a confiar en ella, por lo que esconden todo el alcohol que está en su casa y se niegan a mudarse con ella. Cuando la hermana de Blake, Karen Dean sale en libertad luego de estar en detención para menores comienza a ocasionar problemas en la relación de su hermano con Fin, cuando Karen comienza a pelear en un club Blake intenta defenderla y termina siendo golpeado, Blake decide llevar a su hermana a la ciudad y poco después le manda una carta a Fin diciéndole que se quedará para siempre ahí, lo que la deja destrozada.
Irene se muda permanentemente a Summer Bay y aunque Fin sigue negándose a vivir con ella su relación con su madre mejora, pero cuando su hermano mayor Nathan Roberts aparece en la ciudad luego de ser liberado de prisión queda decepcionada cuando Nathan comienza a causar problemas y es encarcelado por robo.
Cuando el hijo de Michael, Haydn Ross se muda a la ciudad Fin comienza a salir con él, poco después su padre descubre que Haydn tenía problemas apostando en juegos y eso ocasionaba que perdiera mucho dinero, Haydn se va de la bahía luego de robarle dinero a su padre y a Pippa. Cuando Haydn regresa para corregir sus errores Roxanne convence a Finlay para que le de una segunda oportunidad, Haydn convence a Fin para que lo ayude con un plan para ganar el dinero suficiente y devolverle a su padre y a Pippa todo el dinero que les robó sin embargo luego de apostar en una carrera de caballos y perder Hadyn decide irse de nuevo de la bahía y pero no antes de dejarle una carta de despedida. Poco después Finlay se va de la bahía para asistir a la Universidad.
En 1996 Fin se casa con Barry Michaels y cuando los doctores le dicen que no puede tener hijos regresa a la bahía para preguntarle a Irene si podía ser una madre sustituta para ellos, su madre acepta y juntos viajan a los Estados Unidos para llevar a cabo el procedimiento.
Unos meses después Finlay descubre que está embarazada pero le dice a su madre quien también estaba embarazada luego de que el procedimiento fuera efectivo que cuidará de ambos bebés, poco después regresa nuevamente a Summer Bay cuando su madre da a luz a su hijo, Paul Roberts pero la felicidad se ve destruida cuando Paul es secuestrado a pocas horas de su nacimiento. Confundida y alterada por lo ocurrido Irene le dice a Fin que no tiene nada que ver con Paul y le ordena que se vaya. Poco después Irene y Fin se reconcilian luego de que Irene visitara a Fin para el nacimiento de su hijo, Mark Roberts y poco después Paul es rescatado y se muda con Finlay.
Para el 2008 Fin es una exitosa propietaria de un restaurante y ayuda a su madre Irene ayudándola con Belle Taylor para que se de cuenta de que Dom Moran no es de fiar, Fin le manda una grabación de una entrevista de trabajo en donde Irene le muestra a Belle que Dom no está interesado en trabajar.